# Луисвил
Вижте пояснителната страница за други значения на Луисвил.
Луисвил или Луивил (на английски: Louisville, произнася се най-близко до Лу̀ъвъл) е най-големият град в щата Кентъки, САЩ и окръжен център на окръг Джеферсън.
Градът се намира на река Охайо. Населението му е 760 026 жители (2014).
Основан е през 1778 г. от Джордж Роджърс Кларк, военачалник от Войната за независимост на САЩ. Наречен е на Луи XVI, крал на Франция.

## Побратимени градове
- Бушмилс, Северна Ирландия, Обединено кралство
- Лийдс, Англия, Обединено кралство
- Майнц, Германия
- Монпелие, Франция
- Перм, Русия

- Центърът на Луисвил от р. Охайо
- Стилизирани автобуси в центъра